# جمال دين
جمال دين (بالإنجليزية: Jamel Dean)‏ هو لاعب كرة قدم أمريكية أمريكي، ولد في 15 أكتوبر 1996.

## وصلات خارجية
- جمال دين على موقع مرجع كرة القدم المحترفة.كوم (الإنجليزية)